# В седле
«В седле» (англ. Tall in the Saddle) — американский вестерн 1944 года режиссёра Эдвина Л. Марина. В главных ролях — Джон Уэйн и Элла Рейнс.

## Сюжет
Роклин прибывает в небольшой городок на пути к своей службе. Его нанял владелец ранчо Ред Карделл. По дороге Роклин узнаёт, что его работодателя убили, а путешествует он с двумя родственницами-наследницами Карделла — Кларой и её тётей мисс Элизабет Мартин. Они предлагают долю в наследстве и Роклину, но он деликатно отказывается. А чтобы не сидеть без дела, ищет работу на других полях. Там временем местные чиновники пытаются доказать, что молодая Клара и её пожилая тетя не могут управлять землей. На помощь женщинам приходит Роклин и узнает, что именно он настоящий наследник ранчо. С оружием в руках он будет защищать своё имущество.

## В ролях
- Джон Уэйн — Роклин[1]
- Элла Рейнс — Арли Гарольд
- Уорд Бонд — Роберт Харви
- Джордж Хейз — Дейв
- Одри Лонг — Клэр Карделл
- Элизабет Рисдон — мисс Элизабет Мартин
- Дональд Дуглас — Гарольд
- Пол Фикс — Боб Клювс
- Эмори Парнелл — шериф Джексон
- Реймонд Хэттон — Зик

## Места съемок
Кроме павильонных съемок в Лос-Анджелесе, операторы работали на съемочных площадках
- ранчо Агура в Калифорнии,
- озера Шервуд в том же штате,
- Седона, штат Аризона.